# Kawamura Kiyoo
Det här är en artikel om en person med japanskt personnamn; Kawamura är familjenamnet.
Kawamura Kiyoo, född 1852, död 1934, var en japansk konstnär under Meiji- Taisho- och Showa-perioderna.
Kawamura Kiyoo föddes i slutet av Edoperioden i en av shogunens vasallers hushåll. Han var utbytesstudent i USA under Meijiperiodens början, och bestämde sig då för att bli målare. Efter det reste Kawamura i Frankrike och Italien, där han lärde sig oljemåleri. Han återvände till Japan 1881 och blev en målare i Yōga-stil, det vill säga japanskt måleri med västerländska metoder. Genom att måla på dukar av silke eller bark skapade han en konstform unik för Japan. Tillsammans med andra japanska konstnärer grundade Kawamura 1889 Meiji Bijutsukai, ett sällskap som förespråkade västerländsk konst i Japan och motsatte sig den ultranationalistiska rörelse som ville stoppa utländsk påverkan på den japanska konsten.

## Galleri

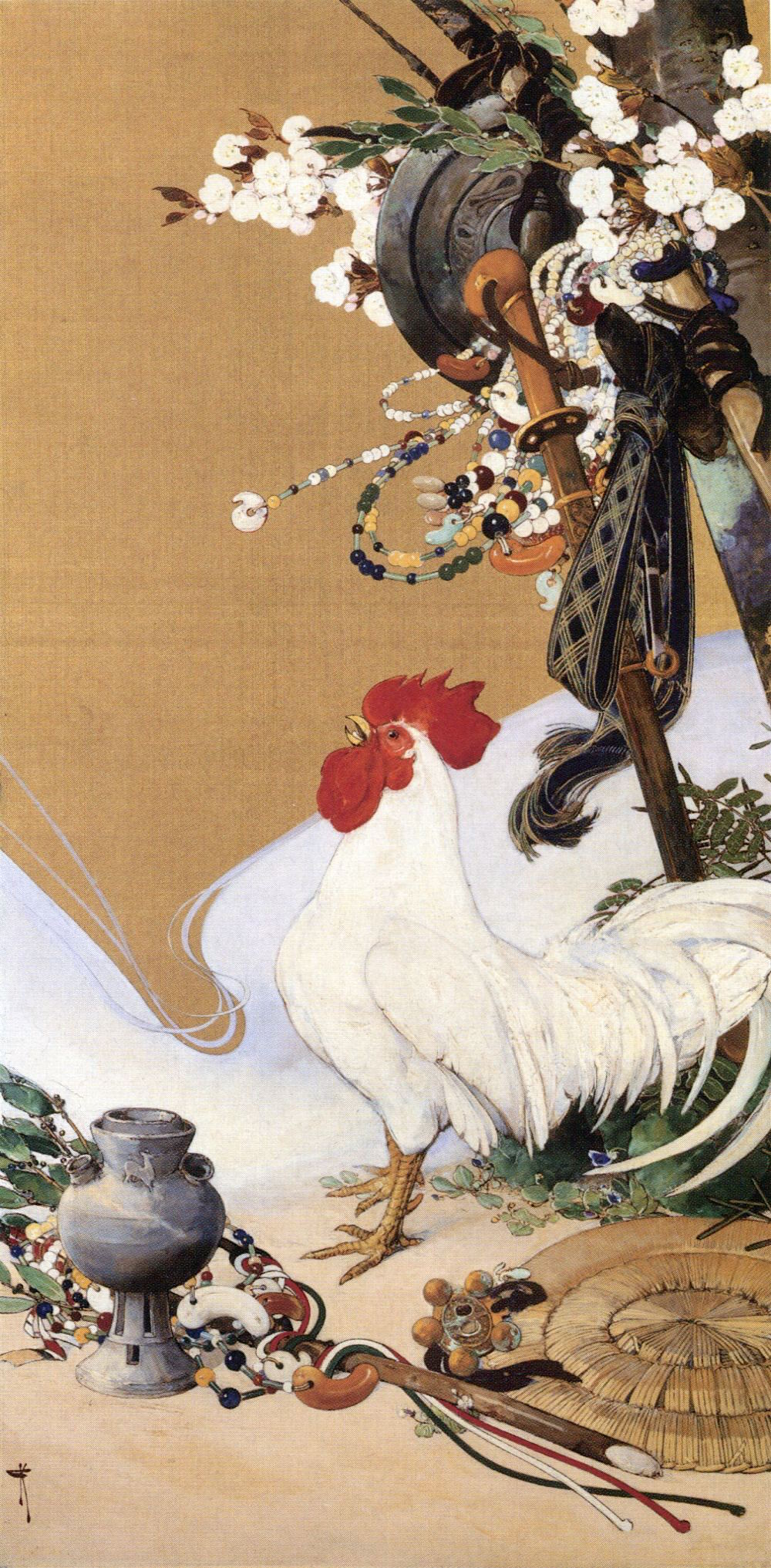
Nationens grundande, 1929
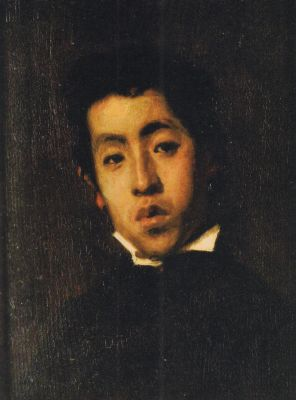
Porträtt av Tokugawa Iesato
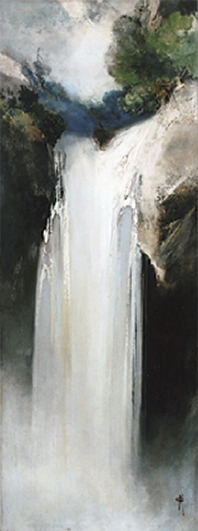
Vattenfall
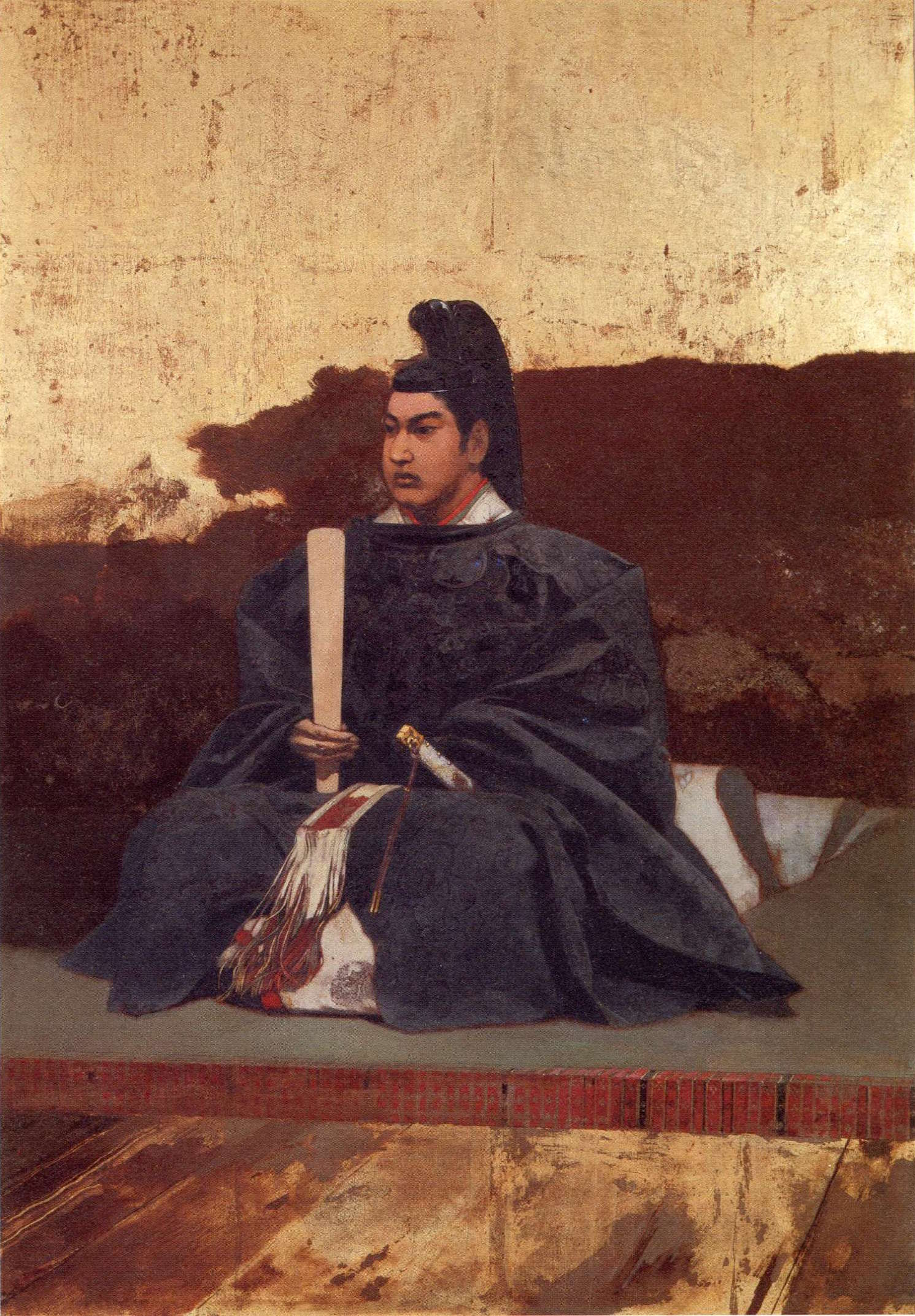
Tokugawa Iemochi, målning från 1884
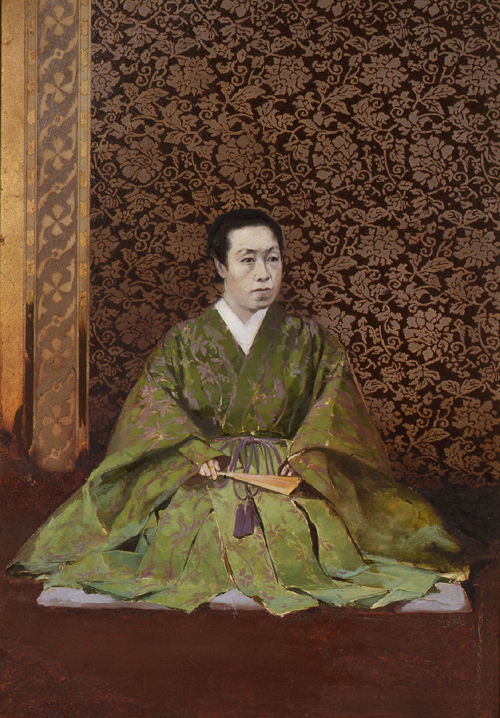
Tensho-in, Tokugawa Iesadas gemål
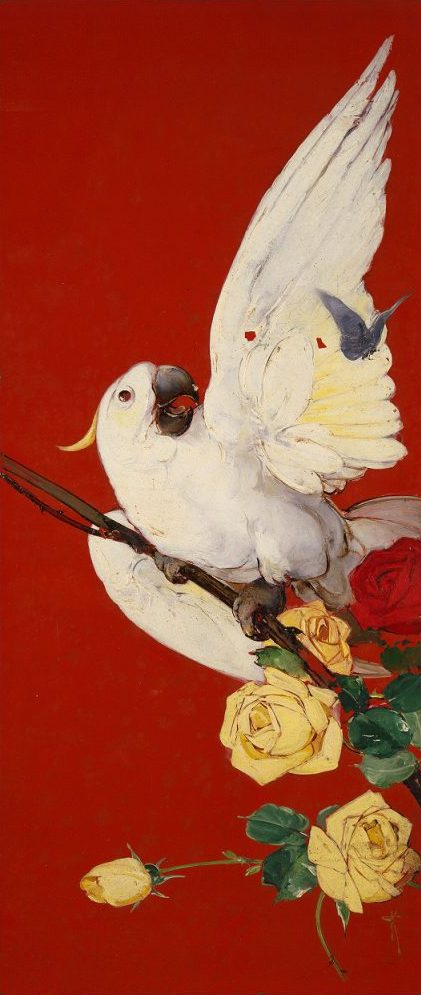
Kakadua
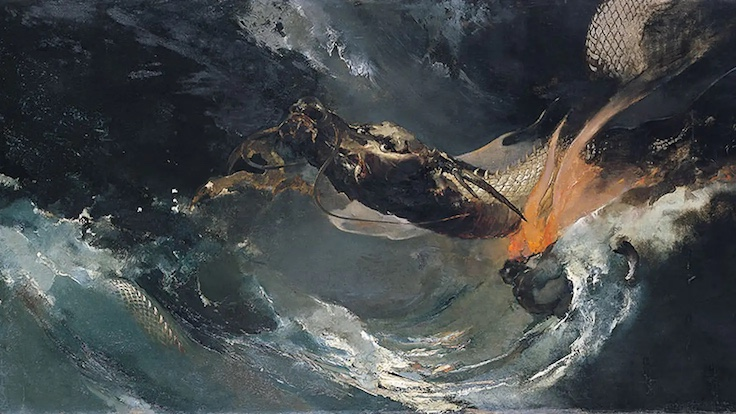
Drake och moln
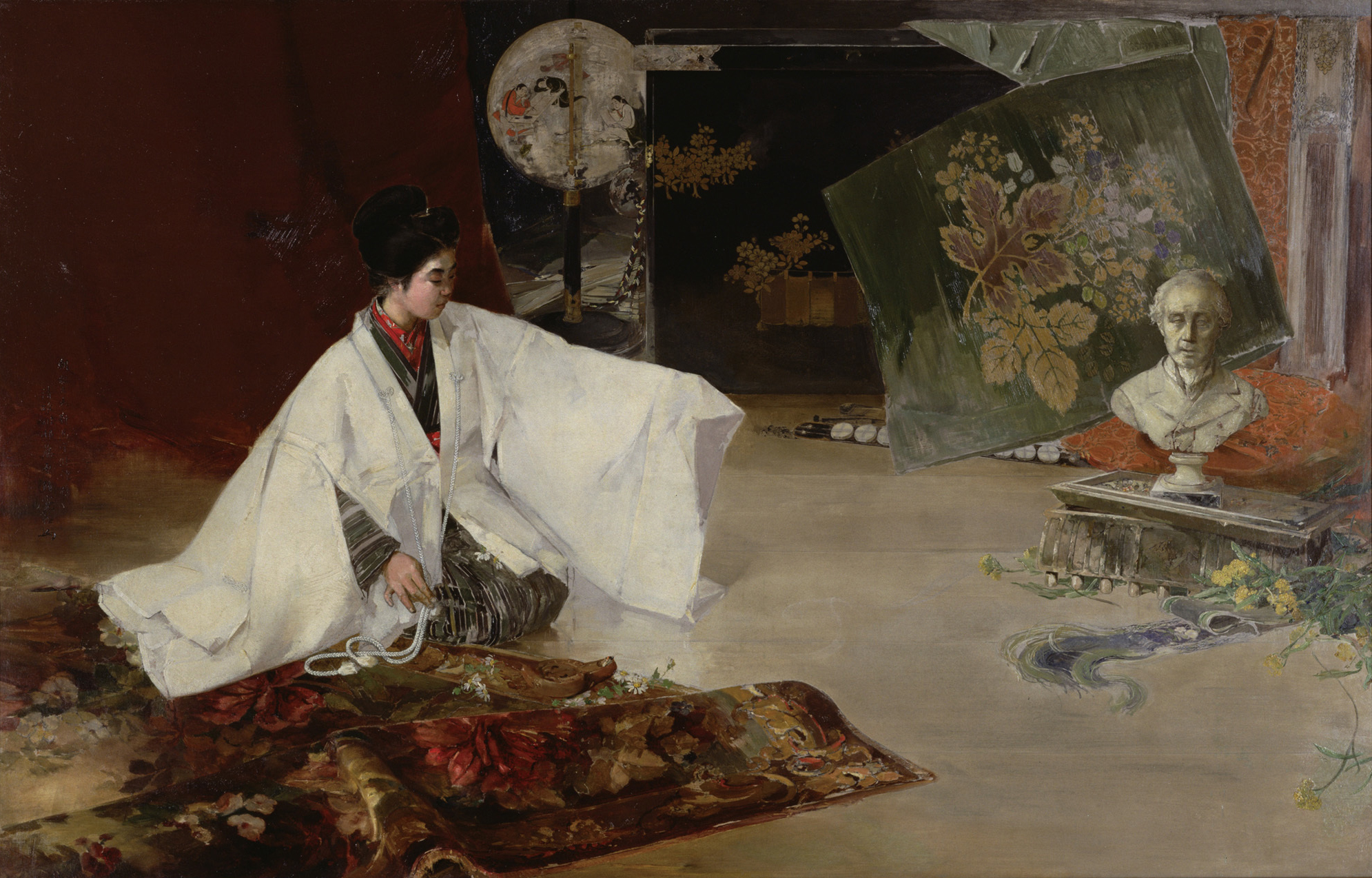
Sommarscen, ca 1890